# Червоноклоп червоний
Червоноклоп червоний, моска́лик, клоп-москаль, клоп-солдатик, козачок, червоноклоп безкрилий (Pyrrhocoris apterus) — комаха родини червоноклопів (Pyrrhocoridae).

## Загальна характеристика
Це напівтвердокрилі чорного кольору, передньоспинка і надкрила з червоним малюнком, спина сплюснута. Загальна довжина тіла від 9 до 11,5 мм. Задні крила зазвичай відсутні, але трапляються і винятки.
У німфи переважно червоного кольору черевце, уздовж спини можуть бути невеликі чорні плями. У крилатих особин крильця повністю забарвлені в чорний колір.
Живе колоніями на землі, біля підніжжя стовбурів дерев, смокче рослинні соки, їжею також слугують дрібні комахи й насіння рослин, наприклад липи, мальви, гібіскуса. У колоніях буває канібалізм. Часто спостерігаються утворені ними скупчення, особливо незрілими формами, від декількох десятків до близько сотні особин.

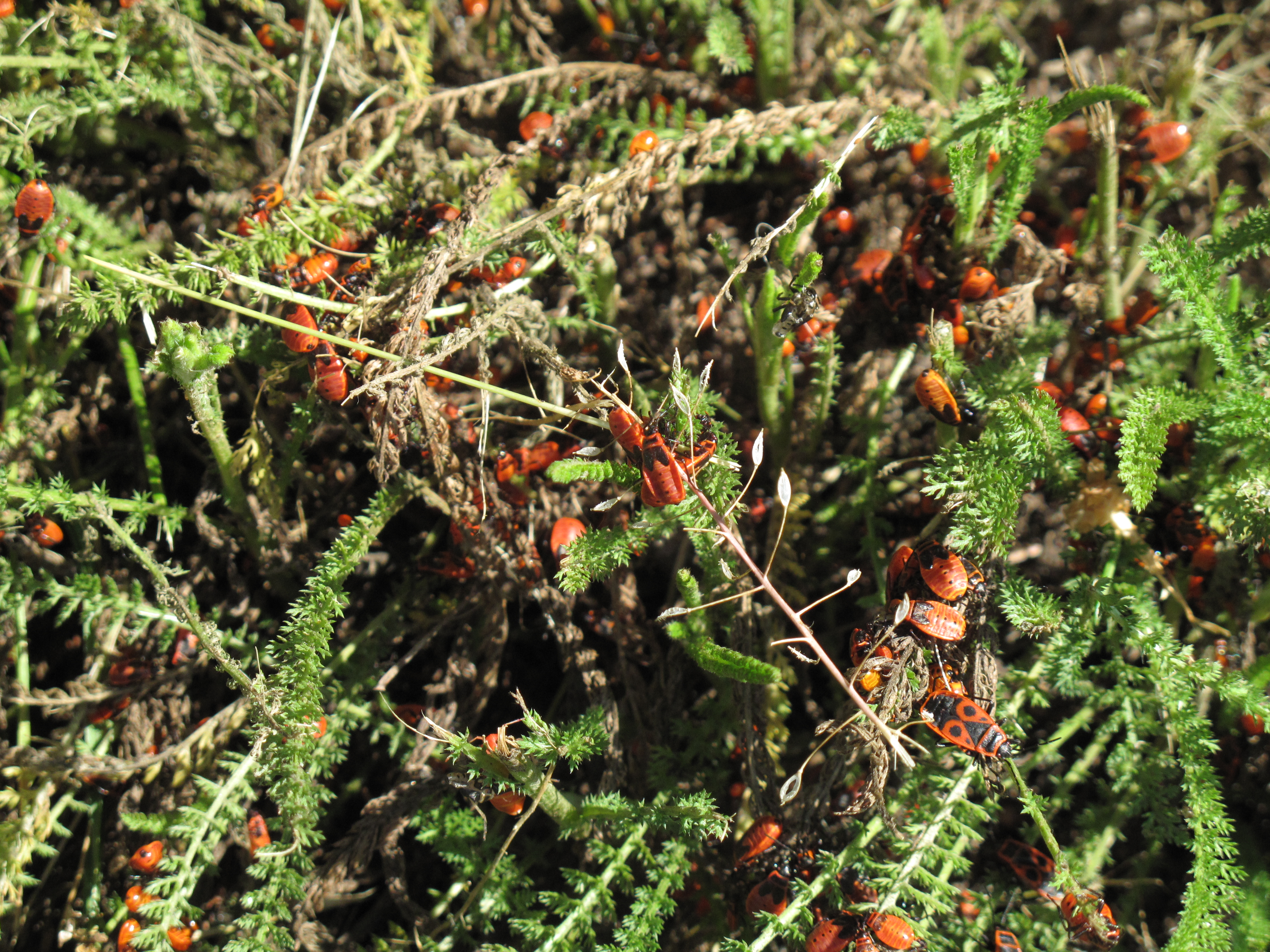
Скупчення особин клопа-москаля

## Репродукція

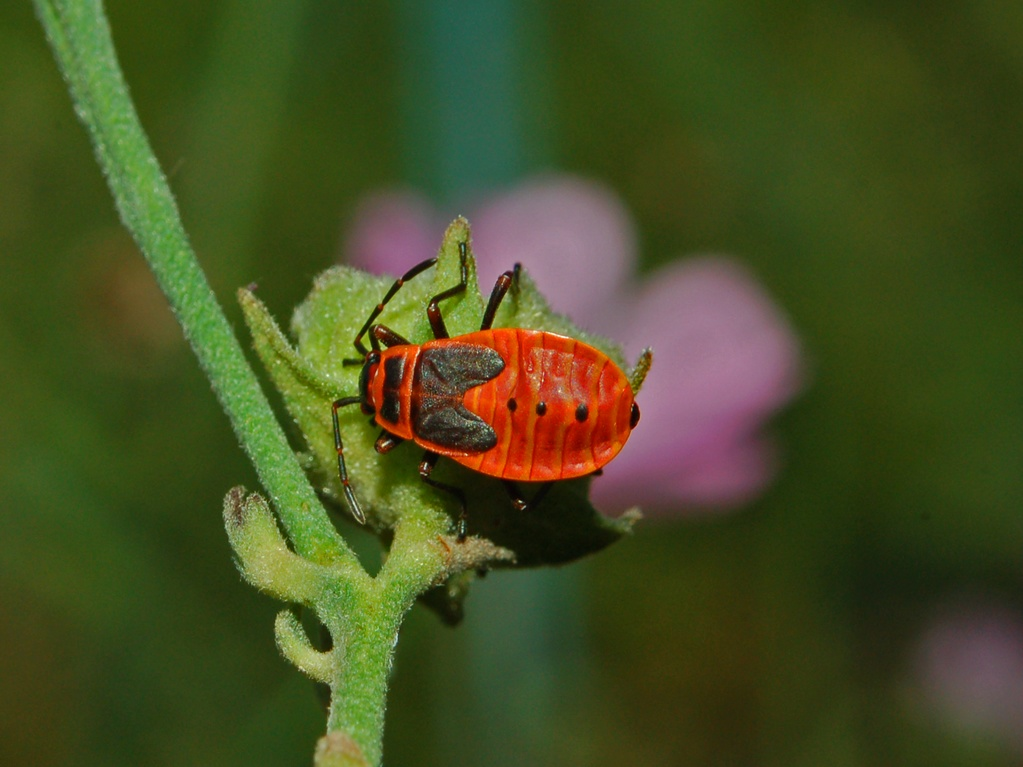
Німфа

Шлюбний період у квітні — травні. Комах можна побачити в тандемі, утвореному при паруванні, яке може тривати від дванадцяти годин до семи днів. Тривалий період злягання, ймовірно, використовується чоловічими особинами для охорони еякуляту через високу конкуренцію з іншими чоловічими особинами.

## Розповсюдження по світу
Зустрічаються на всій території Північної Палеарктики від атлантичного узбережжя Європи до північного заходу Китаю, також у Північній Африці, є однією з найперших комах, що з'являються навесні. Крім того, були зареєстровані в Північній (США) та Центральній Америці та Індії. Нещодавно було зафіксовано розширення ареалу на північ у материковій Великій Британії.
Господарського значення не має. Завдає шкоди винограду, висмоктуючи сік плодів, та іншим сільськогосподарським культурам.

## Етимологія назви
Назви «москаль», «солдатик» клопи отримали через те, що надкрила з червоним малюнком схожі на яскраві червоні каптани московських стрільців. Цю назву зафіксував Іван Верхратський (1864), від нього її у свій чотиритомний словник узяв Борис Грінченко (1908).